# Kasl Bravo
Kasl Bravo je bio prvi u nizu testova dizajna termonuklearnog oružja visokog prinosa koje su sprovele Sjedinjene Države na atolu Bikini, na Maršalovim ostrvima, kao deo operacije Dvorac. Detoniran 1. marta 1954. godine, ovaj uređaj ostaje najmoćnije nuklearno oružje ikada detonirano od strane Sjedinjenih Država i prvo termonuklearno oružje na litijum-deuterid testirano korišćenjem Teler-Ulamovog dizajna. Prinos Kasl Brava bio je 15 Mt [Mt] (63 PJ), 2,5 puta više od predviđenih 6 Mt (25 PJ), zbog nepredviđenih dodatnih reakcija koje su uključivale litijum-7, koje su dovele do radioaktivne kontaminacije u okolini.
Nuklearne padavine, od kojih su najteže bile u obliku praha površinskog korala od detonacije, pali su na stanovnike atola Rongelap i Utirik, dok su se čestice i gasovite padavine proširile širom sveta. Stanovnici ostrva su evakuisani samo tri dana kasnije, te su oboleli od radijacione bolesti. Dvadeset i tri člana posade japanskog ribarskog broda Dajgo Fukuriu Maru („Srećni zmaj br. 5“) takođe su bili kontaminirani jakim padavinama, doživevši akutni radijacioni sindrom, uključujući smrt šest meseci kasnije Kubojama Ajkičija, glavnog radiste na brodu. Eksplozija je izazvala snažnu međunarodnu reakciju zbog atmosferskog termonuklearnog testiranja.
Krater Bravo se nalazi na 11° 41′ 50″ N 165° 16′ 19″ E / 11.69722° С; 165.27194° И. Ostaci nasipa Kasl Bravo su na 11° 42′ 6″ N 165° 17′ 7″ E / 11.70167° С; 165.28528° И.

## Literatura
- Chuck Hansen, (1988). U. S. Nuclear Weapons: The Secret History. Arlington: AeroFax.
- Holly M. Barker, (2013). Bravo for the Marshallese: Regaining control in a Post-Nuclear, Post Colonial World.. (Belmont, CA: Wadsworth, 2004)
- Republic of the Marshall Islands Embassy website
- Cronkite, E. P.; Conard, R. A.; Bond, V. P. (1997). „Historical events associated with fallout from Bravo Shot – Operation Castle and 25 Y of medical findings”. Health Physics. 73 (1): 176—186. PMID 9199227. doi:10.1097/00004032-199707000-00014.

## Spoljašnje veze
- The short film Operation Castle Commanders Report (1954) is available for free download at the Internet Archive
- The short film Military Effects Studies Operation Castle (1954) is available for free download at the Internet Archive
- The short film Nuclear Test Film – Operation Castle (1954) is available for free download at the Internet Archive
- US tests hydrogen bomb in Bikini (BBC News)
- First-person article about conducting the test
- Strategic Air Command History – Development of Atomic Weapons 1956